# Klasyfikacja Andreasena
Klasyfikacja Andreasena – bazująca na ustaleniach WHO klasyfikacja urazów zębów, przyzębia, kości i błony śluzowej jamy ustnej.
1. Uszkodzenie tkanek twardych zęba i miazgi
  1. Nadłamanie szkliwa (pęknięcie szkliwa)
  2. Złamanie korony w obrębie szkliwa
  3. Złamanie szkliwno-zębinowe
  4. Złamanie korony z obnażeniem miazgi
2. Uszkodzenia miazgi i kości
  1. Złamanie koronowo-korzeniowe (obejmuje szkliwo, zębinę i cement (histologia)), powikłane lub niepowikłane obnażeniem miazgi
  2. Złamanie korzenia
  3. Złamanie ściany zębodołu
  4. Złamanie wyrostka zębodołowego szczęki lub żuchwy
3. Uszkodzenia tkanek przyzębia
  1. Wstrząs
  2. Nadwichnięcie
  3. Wysunięcie zęba z zębodołu
  4. Zwichnięcie boczne
  5. Wtłoczenie zęba do zębodołu
  6. Zwichnięcie całkowite
4. Uszkodzenia dziąsła lub błony śluzowej jamy ustnej
  1. Poszarpanie dziąsła lub błony śluzowej jamy ustnej
  2. Stłuczenie dziąsła lub błony śluzowej jamy ustnej
  3. Otarcie dziąsła lub błony śluzowej jamy ustnej